# Brian M. Fagan
Brian Murray Fagan (Birmingham, Reino Unido, 1 de agosto de 1936-1 de julio de 2025), fue un antropólogo estadounidense. Profesor de antropología en la Universidad de Santa Bárbara (California, Estados Unidos), y autor de numerosos libros de arqueología.

## Obra
- The Rape of the Nile: Tomb Robbers, Tourists, and Archaeologists in Egypt. Nueva York: Charles Scribner's Sons, 1975 (hardcover, ISBN 0-684-14235-X); Boulder, CO: Westview Press, 2004 (revised and updated ed., paperback, ISBN 0-8133-4061-6).
- Quest for the Past: Great Discoveries in Archaeology. Boston: Addison Wesley, 1978 (paperback, ISBN 0-201-03111-6).
- Clash of Cultures. New York: W.H. Freeman & Company, 1984 (paperback, ISBN 0-7167-1622-4); Lanham, MD: AltaMira Press, 1997 (hardcover, ISBN 0-7619-9146-8; paperback, ISBN 0-7619-9145-X).
- The Adventure of Archaeology. Seattle, WA: University of Washington Press, 1985 (hardcover, ISBN 0-87044-603-7)
- The Great Journey: The Peopling of Ancient America. Londres: Thames & Hudson, 1987 (hardcover, ISBN 0-500-05045-7); 1989 (paperback, ISBN 0-500-27515-7); Gainesville, FL: University Press of Florida, 2004 (updated ed., paperback, ISBN 0-8130-2756-X).
- Journey from Eden: The Peopling of Our World. Londres: Thames & Hudson, 1991 (hardcover, ISBN 0-500-05057-0).
- Kingdoms of Gold, Kingdoms of Jade: The Americas Before Columbus. Londres: Thames & Hudson, 1991 (hardcover, ISBN 0-500-05062-7).
- Snapshots of the Past. Lanham, MD: AltaMira Press, 1995 (hardcover, ISBN 0-7619-9109-3; paperback, ISBN 0-7619-9108-5).
- Time Detectives: How Archaeologist Use Technology to Recapture the Past. Nueva York: Simon & Schuster, 1995 (hardcover, ISBN 0-671-79385-3; paperback, ISBN 0-684-81828-0).
- (editor) The Oxford Companion to Archaeology. Nueva York: Oxford University Press (USA), 1996 (hardcover, ISBN 0-19-507618-4).
- (editor) Eyewitness to Discovery: First-Person Accounts of More Than Fifty of the World's Greatest Archaeological Discoveries. Nueva York: Oxford University Press (USA), 1997 (hardcover, ISBN 0-19-508141-2); 1999 (paperback, ISBN 0-19-512651-3).
- Floods, Famines, and Emperors: El Niño and the Fate of Civilizations. New York: Basic Books, 1999 (hardcover, ISBN 0-465-01120-9); 2000 (paperback, ISBN 0-465-01121-7); Londres: Pimlico, 2001 (new ed., paperback, ISBN 0-7126-6478-5)
- (editor) The Seventy Great Mysteries of the Ancient World: Unlocking the Secrets of Past Civilizations. Londres: Thames & Hudson, 2001 (paperback, ISBN 0-500-51050-4).
- The Little Ice Age: How Climate Made History, 1300–1850 (La Pequeña edad de Hielo). Nueva York: Basic Books, 2000 (hardcover, ISBN 0-465-02271-5); 2001 (paperback, ISBN 0-465-02272-3).
- Stonehenge. Nueva York: Oxford University Press (USA), 2002 (ISBN 0-19-514314-0).
- Archaeologists: Explorers of the Human Past. New York: Oxford University Press (USA), 2003 (hardcover, ISBN 0-19-511946-0).
- Before California: An Archaeologist Looks at Our Earliest Inhabitants. Lanham, MD: Rowman & Littlefield, 2003 (paperback, ISBN 0-7425-2794-8); AltaMira Press, 2004 (new ed., paperback, ISBN 0-7591-0374-7).
- Grahame Clark: An Intellectual Biography of an Archaeologist. Boulder, CO: Westview Press, 2001 (hardcover, ISBN 0-8133-3602-3); 2003 (paperback, ISBN 0-8133-4113-2).
- The Long Summer: How Climate Changed Civilization. Nueva York: Basic Books, 2003 (hardcover, ISBN 0-465-02281-2); 2004 (paperback, ISBN 0-465-02282-0).
- A Brief History of Archaeology: Classical Times to the Twenty-First Century. Upper Saddle River, NJ: Prentice Hall, 2004 (paperback, ISBN 0-13-177698-3).
- (editor) The Seventy Great Inventions of the Ancient World. London: Thames & Hudson, 2004 ((hardcover, ISBN 0-500-05130-5).
- Chaco Canyon: Archaeologists Explore the Lives of an Ancient Society. New York: Oxford University Press (USA), 2005 (hardcover, ISBN 0-19-517043-1).
- Writing Archaeology: Telling Stories About the Past. Walnut Creek, CA: Left Coast Press, 2005 (hardcover, ISBN 1-59874-004-0; paperback ISBN 1-59874-005-9).
- From Stonehenge to Samarkand: An Anthology of Archaeological Travel Writing. Nueva York: Oxford University Press (USA), 2006 (hardcover, ISBN 0-19-516091-6).
- Fish on Friday: Feasting, Fasting, And Discovery of the New World. Nueva York: Basic Books, 2007 (hardcover, ISBN 0-465-02284-7; paperback, ISBN 0-465-02285-5).

## Otras lecturas
- Fagan, Brian. "Retrospect (But certainly not a necrology!)", Antiquity, Vol. 78, Issue 299. (2004), pp. 173–183.